# Csongrád-Csanád vármegyei 2. sz. országgyűlési egyéni választókerület
A Csongrád-Csanád vármegyei 2. számú országgyűlési egyéni választókerület egyike annak a 106 választókerületnek, amelyre a 2011. évi CCIII. törvény Magyarország területét felosztja, és amelyben a választópolgárok egy-egy országgyűlési képviselőt választhatnak. A választókerület nevének szabványos rövidítése: Csongrád-Csanád 02. OEVK. Székhelye: Szeged

## Területe
A választókerület az alábbi településeket foglalja magába:
1. Ásotthalom
2. Bordány
3. Domaszék
4. Forráskút
5. Mórahalom
6. Öttömös
7. Pusztamérges
8. Röszke
9. Ruzsa
10. Szeged választókerülethez tartozó területének határvonala:
A Sándorfalvi út középvonala a városhatáron belépési ponttól az algyői vasútvonalig, a vasútvonal az Izabella hídig, az Izabella híd középvonala a Kossuth Lajos sugárútig, a Kossuth Lajos sugárút középvonala a Széchenyi téren keresztül egyenes vonalban a Vörösmarty utcáig, a Vörösmarty utca középvonala a Stefániáig, a Stefánia középvonala a Belvárosi hídig, a Belvárosi híd középvonala a híd közepéig, a Tisza középvonala folyásiránnyal szemben a Maros tiszai torkolatáig, a Maros középvonala a városhatárig, a városhatár vonala déli irányban a Kamara-töltésig, a Kamara-töltés az újszeged-makói vasútvonalig, a vasútvonal déli irányban az Újszentiváni útig, az Újszentiváni út középvonala a városhatárig, a városhatár vonala az óramutató járásával megegyező irányban a kiindulási pontig.
11. Üllés
12. Zákányszék
13. Zsombó

## Országgyűlési képviselője
| Név            | Párt                                         | Párt        | Terminus    | Megjegyzés                                   |
| -------------- | -------------------------------------------- | ----------- | ----------- | -------------------------------------------- |
| B. Nagy László |                                              | Fidesz-KDNP | 2014 – 2022 | A 2014-es országgyűlési választás eredménye: |
| B. Nagy László | A 2018-as országgyűlési választás eredménye: | Fidesz-KDNP | 2014 – 2022 |                                              |
| Mihálffy Béla  |                                              | Fidesz-KDNP | 2022 –      | A 2022-es országgyűlési választás eredménye: |

## Demográfiai profilja
| Iskolai végzettség                | Iskolai végzettség               | Iskolai végzettség | Iskolai végzettség | Iskolai végzettség |
| --------------------------------- | -------------------------------- | ------------------ | ------------------ | ------------------ |
|                                   |                                  |                    |                    | fő                 |
| Általános iskolát nem végezte el  | Általános iskolát nem végezte el |                    | 1494               | 1494               |
| Általános iskola                  | Általános iskola                 |                    | 14066              | 14066              |
| Szakmunkás                        | Szakmunkás                       |                    | 16257              | 16257              |
| Érettségi                         | Érettségi                        |                    | 33678              | 33678              |
| Diploma                           | Diploma                          |                    | 26147              | 26147              |
| A 2022. évi népszámlálás szerint. |                                  |                    |                    |                    |

A Csongrád-Csanád vármegyei 2. sz. választókerület lakónépessége 2022. október 1-jén 109 050 fő volt. A 2011-es és a 2022-es népszámlálás között 4705 fővel csökkent a választókerület lakosság száma. A választókerületben a korösszetétel alapján a legtöbben a középkorúak élnek 37 042 fővel, míg a legkevesebben a gyermekek 17 408 fővel. A választókerület lakosságának a 84,2%-nál van internet elérési lehetőség.
A legmagasabb befejezett iskolai végzettség szerint az érettségi végzettséggel rendelkezők élnek a legtöbben 33 678 fő, utánuk a következő nagy csoport a diplomások 26 147 fővel.
Gazdasági aktivitás szerint a lakosság több mint a fele foglalkoztatott 52 338 fő, második legjelentősebb csoport az inaktív keresők, akik főleg nyugdíjasok 24 987 fővel.
A választókerület legjelentősebb nemzetiségi csoportja a cigány 915 fő, illetve a német 890 fő. Magyar állampolgársággal nem rendelkező külföldi állampolgárok aránya 3,2%.
Vallási összetétel szerint a választókerületben lakók legnagyobb vallása a római katolikus (31 932 fő), valamint jelentős közösség még a reformátusok (3439 fő). A vallási közösséghez nem tartozók száma szintén jelentős (14 153 fő), a választókerületben a második legnagyobb csoport a római katolikus vallás után.

## Országgyűlési választások
| Párt                             |                        | Jelölt                    | Szavazatok | %     | ± %   |
| -------------------------------- | ---------------------- | ------------------------- | ---------- | ----- | ----- |
| Fidesz-KDNP                      |                        | Mihálffy Béla             | 27 516     | 45,29 | 0,67  |
| Egységben Magyarországért        |                        | Mihálik Edvin             | 24 443     | 40,23 | 12,46 |
| Mi Hazánk                        |                        | Toroczkai László          | 5768       | 9,49  | Új    |
| MKKP                             |                        | Tóth-Benedek Csanád       | 1845       | 3,04  | 1,04  |
| MEMO                             |                        | Gonda Benjamin Norbert    | 734        | 121   | Új    |
| Normális Párt                    |                        | Lévainé dr. Kovács Marian | 453        | 0,75  | Új    |
| Megjelent                        | Megjelent              | Megjelent                 | 61 622     | 71,24 | 0,53  |
| Választópolgárok száma           | Választópolgárok száma | Választópolgárok száma    | 86 558     | 100   | 1,06  |
| A Fidesz-KDNP tartja a körzetet. |                        |                           |            |       |       |

| Párt                             |                        | Jelölt                 | Szavazatok | %     | ± %   |
| -------------------------------- | ---------------------- | ---------------------- | ---------- | ----- | ----- |
| Fidesz-KDNP                      |                        | B. Nagy László         | 27 344     | 44,62 | 0,77  |
| MSZP-Párbeszéd                   |                        | Joób Márton            | 21 711     | 35,43 | 3,35  |
| Jobbik                           |                        | Fackelmann István      | 6970       | 11,37 | 0,39  |
| LMP                              |                        | Tessényi Judit         | 2512       | 4,1   | 2,48  |
| MKKP                             |                        | Pose Rozalinda         | 1224       | 2     | Új    |
| Momentum                         |                        | Boros-Gyevi Gergely    | 1097       | 1,79  | Új    |
| Együtt                           |                        | Györgyey János         | 308        | 0,5   | 31,58 |
| Egyéb párt                       |                        |                        | 114        | 0,19  | 1,87  |
| Megjelent                        | Megjelent              | Megjelent              | 61 851     | 70,71 | 8,67  |
| Választópolgárok száma           | Választópolgárok száma | Választópolgárok száma | 87 474     | 100   | 0,21  |
| A Fidesz-KDNP tartja a körzetet. |                        |                        |            |       |       |

| Párt                                | Párt                   | Jelölt                      | Szavazatok | %     |
| ----------------------------------- | ---------------------- | --------------------------- | ---------- | ----- |
|                                     | Fidesz-KDNP            | B. Nagy László              | 23 171     | 43,85 |
|                                     | Összefogás             | Némethné Bátyai Edina Beáta | 16 952     | 32,08 |
|                                     | Jobbik                 | Tóth Péter                  | 8160       | 15,44 |
|                                     | LMP                    | Tatár Gábor                 | 3475       | 6,58  |
|                                     | Egyéb pártok           |                             | 1086       | 2,06  |
| Megjelent                           | Megjelent              | Megjelent                   | 53 616     | 61,43 |
| Választópolgárok száma              | Választópolgárok száma | Választópolgárok száma      | 87 283     | 100   |
| A Fidesz-KDNP nyeri meg a körzetet. |                        |                             |            |       |

## Ellenzéki előválasztás – 2021
| Frakció                             |                 | Jelölő szervezetek        | Jelölt          | Szavazatok | %     |
| ----------------------------------- | --------------- | ------------------------- | --------------- | ---------- | ----- |
| Momentum                            |                 | Momentum, MSZP, Párbeszéd | Mihálik Edvin   | 3866       | 50,48 |
| Jobbik                              |                 | Jobbik, LMP, DK           | Tóth Péter      | 2377       | 31,07 |
| Momentum                            |                 | MMM                       | Tóth Szabolcs   | 1415       | 18,48 |
| Összes szavazat                     | Összes szavazat | Összes szavazat           | Összes szavazat | 7658       |       |
| Mihálik Edvin nyeri meg a körzetet. |                 |                           |                 |            |       |